# United Rugby Championship 2022-23
El United Rugby Championship de 2022-23 fue la vigésimo segunda edición de la Liga Celta y la segunda bajo la denominación de United Rugby Championship.

## Formato
Fase regular
Los 16 equipos se agrupan geográficamente en cuatro grupos de cuatro equipos cada uno:
- Grupo Escocia-Italia incluye los dos equipos de Escocia y dos de Italia;
- Grupo Gales incluye a los cuatro equipos Galeses;
- Grupo Irlanda incluye a los cuatro equipos Irlandeses;
- Grupo Sudáfrica incluye a los cuatro equipos Sudafricanos;

La fase regular consta de 18 fechas que se disputan:
- Seis contra cada uno de los demás equipos de su misma conferencia (local y visitante);
- Doce frente a cada uno de los rivales de las otras conferencias.

Puntuación
Para ordenar a los equipos en la tabla de posiciones se los puntuará según los resultados obtenidos.
- 4 puntos por victoria.
- 2 puntos por empate.
- 0 puntos por derrota.
- 1 punto bonus por ganar haciendo 3 o más tries que el rival.
- 1 punto bonus por perder por siete o menos puntos de diferencia.

Eliminatorias
- Se confeccionará una tabla general, en donde los mejores ocho equipos clasificarán a la instancia de cuartos de final, con la ventaja de la localía para el equipo mejor ubicado en la tabla.

## Fase Regular

### Tabla general
| Pos. | Equipo           | Encuentros | Encuentros | Encuentros | Encuentros | Tantos | Tantos | Tantos | PB | PB | Puntos |
| Pos. | Equipo           | PJ         | PG         | PE         | PP         | F      | C      | Dif    | BO | BD | Puntos |
| ---- | ---------------- | ---------- | ---------- | ---------- | ---------- | ------ | ------ | ------ | -- | -- | ------ |
| 1.º  | Leinster         | 18         | 16         | 1          | 1          | 580    | 363    | +217   | 13 | 0  | 79     |
| 2.º  | Ulster           | 18         | 13         | 0          | 5          | 554    | 378    | +176   | 12 | 4  | 68     |
| 3.º  | Stormers         | 18         | 12         | 2          | 4          | 531    | 391    | +140   | 13 | 3  | 68     |
| 4.º  | Glasgow Warriors | 18         | 13         | 0          | 5          | 498    | 403    | +95    | 11 | 0  | 65     |
| 5.º  | Munster          | 18         | 10         | 1          | 7          | 470    | 357    | +113   | 9  | 4  | 55     |
| 6.º  | Bulls            | 18         | 10         | 0          | 8          | 613    | 448    | +165   | 11 | 2  | 53     |
| 7.º  | Connacht         | 18         | 10         | 0          | 8          | 456    | 426    | +30    | 7  | 3  | 50     |
| 8.º  | Sharks           | 18         | 9          | 1          | 8          | 486    | 480    | +6     | 8  | 2  | 48     |
| 9.º  | Lions            | 18         | 9          | 0          | 9          | 454    | 538    | –84    | 7  | 2  | 45     |
| 10.º | Cardiff          | 18         | 9          | 0          | 9          | 425    | 470    | –45    | 6  | 2  | 44     |
| 11.º | Benetton         | 18         | 8          | 0          | 10         | 440    | 533    | –93    | 8  | 1  | 41     |
| 12.º | Edinburgh        | 18         | 6          | 0          | 12         | 466    | 467    | –1     | 8  | 6  | 38     |
| 13.º | Ospreys          | 18         | 5          | 2          | 11         | 400    | 514    | –114   | 6  | 5  | 35     |
| 14.º | Scarlets         | 18         | 6          | 1          | 11         | 435    | 506    | –71    | 5  | 3  | 34     |
| 15.º | Dragons          | 18         | 4          | 0          | 14         | 391    | 534    | –143   | 5  | 3  | 24     |
| 16.º | Zebre            | 18         | 0          | 0          | 18         | 343    | 734    | –391   | 6  | 5  | 11     |

|  | Campeón de Shield y clasificado a cuartos de final y a la European Rugby Champions Cup 2023-24. |
|  | Clasificado a cuartos de final y a la European Rugby Champions Cup 2023-24.                     |
|  | Clasificado a cuartos de final y a la European Rugby Challenge Cup 2023-24.                     |
|  | Campeón de Shield, clasificado a European Rugby Champions Cup 2023-24.                          |
|  | Clasificados a la European Rugby Challenge Cup 2023-24.                                         |

### Shield Escocia-Italia
| Pos. | Equipo           | Encuentros | Encuentros | Encuentros | Encuentros | Tantos | Tantos | Tantos | PB | PB | Puntos |
| Pos. | Equipo           | PJ         | PG         | PE         | PP         | F      | C      | Dif    | BO | BD | Puntos |
| ---- | ---------------- | ---------- | ---------- | ---------- | ---------- | ------ | ------ | ------ | -- | -- | ------ |
| 1.º  | Glasgow Warriors | 18         | 12         | 0          | 6          | 498    | 403    | +95    | 11 | 0  | 63     |
| 2.º  | Benetton         | 18         | 8          | 0          | 10         | 440    | 533    | –93    | 8  | 1  | 41     |
| 3.º  | Edinburgh        | 18         | 6          | 0          | 12         | 466    | 467    | -1     | 8  | 6  | 38     |
| 4.º  | Zebre            | 18         | 0          | 0          | 18         | 343    | 734    | –391   | 6  | 5  | 11     |

### Shield Gales
| Pos. | Equipo   | Encuentros | Encuentros | Encuentros | Encuentros | Tantos | Tantos | Tantos | PB | PB | Puntos |
| Pos. | Equipo   | PJ         | PG         | PE         | PP         | F      | C      | Dif    | BO | BD | Puntos |
| ---- | -------- | ---------- | ---------- | ---------- | ---------- | ------ | ------ | ------ | -- | -- | ------ |
| 1.º  | Cardiff  | 18         | 9          | 0          | 9          | 425    | 470    | –45    | 6  | 2  | 44     |
| 2.º  | Ospreys  | 18         | 5          | 2          | 11         | 400    | 514    | –114   | 6  | 5  | 35     |
| 3.º  | Scarlets | 18         | 6          | 1          | 11         | 435    | 506    | –71    | 5  | 3  | 34     |
| 4.º  | Dragons  | 18         | 4          | 0          | 14         | 391    | 534    | –143   | 5  | 3  | 24     |

### Shield Irlanda
| Pos. | Equipo   | Encuentros | Encuentros | Encuentros | Encuentros | Tantos | Tantos | Tantos | PB | PB | Puntos |
| Pos. | Equipo   | PJ         | PG         | PE         | PP         | F      | C      | Dif    | BO | BD | Puntos |
| ---- | -------- | ---------- | ---------- | ---------- | ---------- | ------ | ------ | ------ | -- | -- | ------ |
| 1.º  | Leinster | 18         | 16         | 1          | 1          | 580    | 363    | +217   | 13 | 0  | 79     |
| 2.º  | Ulster   | 18         | 13         | 0          | 5          | 554    | 378    | +1765  | 12 | 4  | 68     |
| 3.º  | Munster  | 18         | 10         | 1          | 7          | 470    | 357    | +113   | 9  | 4  | 55     |
| 4.º  | Connacht | 18         | 10         | 0          | 8          | 456    | 426    | +30    | 7  | 3  | 50     |

### Shield Sudáfrica
| Pos. | Equipo   | Encuentros | Encuentros | Encuentros | Encuentros | Tantos | Tantos | Tantos | PB | PB | Puntos |
| Pos. | Equipo   | PJ         | PG         | PE         | PP         | F      | C      | Dif    | BO | BD | Puntos |
| ---- | -------- | ---------- | ---------- | ---------- | ---------- | ------ | ------ | ------ | -- | -- | ------ |
| 1.º  | Stormers | 18         | 12         | 2          | 4          | 531    | 391    | +140   | 13 | 3  | 68     |
| 2.º  | Bulls    | 18         | 10         | 0          | 8          | 613    | 448    | +165   | 11 | 2  | 53     |
| 3.º  | Sharks   | 18         | 9          | 1          | 8          | 486    | 480    | +6     | 8  | 2  | 48     |
| 4.º  | Lions    | 18         | 9          | 0          | 9          | 454    | 538    | –84    | 7  | 2  | 45     |

## Fase Final

### Cuartos de final
| 5 de mayo de 2023 | Ulster | 10 - 15 | Connacht |  |  |

| 6 de mayo de 2023 | Stormers | 33 - 21 | Bulls |  |  |

| 6 de mayo de 2023 | Leinster | 35 - 5 | Sharks |  |  |

| 6 de mayo de 2023 | Glasgow Warriors | 5 - 14 | Munster |  |  |

### Semifinal
| 13 de mayo de 2023 | Stormers | 43 - 25 | Connacht |  |  |

| 13 de mayo de 2023 | Leinster | 15 - 16 | Munster |  |  |

### Final
| 27 de mayo de 2023 | Stormers | 14 - 19 | Munster | Estadio de Ciudad del Cabo, Ciudad del Cabo, Sudáfrica |  |

| Bandera de Irlanda |
| Campeón Munster    |
| Cuarto título      |